# Uitzendkracht
Een uitzendkracht of interim (afgeleid van de Latijnse uitdrukking ad interim wat "voor de tussentijd" betekent) is een werknemer die in dienst is van een uitzendbureau, en als werknemer voor dat uitzendbureau naar bedrijven wordt gestuurd om daar werkzaamheden te verrichten. Deze bedrijven benaderen hiervoor specifiek het uitzendbureau met de vraag om personeel. De uitzendkracht voert werkprestaties uit in het bedrijf van de dienstafnemer, maar is officieel in dienst bij het uitzendbureau. Bijvoorbeeld; een bedrijf moet tijdelijk een vervanger hebben voor een zieke werknemer die inpakwerkzaamheden verricht. Het uitzendbureau stuurt dan een uitzendkracht die de inpakwerkzaamheden verricht.
Meestal worden uitzendkrachten ingezet voor werkzaamheden die van tijdelijke aard zijn en weinig tot geen scholing behoeven, maar er zijn ook uitzendkrachten met een hoog opleidingsniveau die uitgezonden worden om bijvoorbeeld ad interim managers, artsen, ingenieurs, beleidsmedewerkers te vervangen bij bedrijven of de overheid.
In Nederland werken ongeveer een kwart miljoen mensen met een uitzendovereenkomst, in België werkten in 2005 ongeveer 350.000 mensen.

## Uitzendkracht in Nederland
Een uitzendovereenkomst in Nederland geeft gelijksoortige rechten aan een werknemer als een reguliere arbeidsovereenkomst. Een uitzendkracht kan overeenkomen om voor bepaalde of onbepaalde tijd een uitzendovereenkomst aan te gaan met het uitzendbureau. Daarnaast biedt de wet een bijzondere bepaling: een ontbindende regeling van de uitzendovereenkomst voor onbepaalde tijd (art. 7:691 BW). Deze regeling is bestemd om als er tijdelijk extra werkgelegenheid voorhanden is boven op de al aanwezige werkgelegenheid op de Nederlandse arbeidsmarkt, waarvan de tijdsduur vooraf niet vaststaat, bedrijven door middel van uitzendbureaus deze werkgelegenheid kunnen invullen met werkzoekenden, zonder dat de uitzendbureaus, nadat de extra tijdelijke werkgelegenheid voorbij is, de regels moeten volgen die gelden voor de arbeidsovereenkomst voor onbepaalde tijd.
Sinds de invoering van de Wet flexibiliteit en zekerheid ('flexwet') in 1999, is wettelijk vastgelegd in het Burgerlijk Wetboek (BW) dat de relatie tussen het uitzendbureau en de uitzendkracht een uitzendovereenkomst is en dat de uitzendovereenkomst een arbeidsovereenkomst is (art. 7:690 BW). Daarnaast bepaalt de Wet allocatie arbeidskrachten door intermediairs (WAADI) onder andere dat
1. uitzendkrachten hetzelfde dan wel gelijkwaardig loon moeten krijgen (artikel 8 WAADI);
2. dat er geen tegenprestatie van uitzendkrachten verlangd mag worden, bijvoorbeeld in de vorm van een salarisverlaging als commissie aan het uitzendbureau (artikel 9 WAADI).

#### ABU CAO
In 2011 is de ABU CAO algemeen verbindend verklaard.
Fase A: Deze fase duurt 78 werkende weken voor een uitzendkracht met een tussenliggende periode van maximaal 12 weken (per 1 januari 2015: tussenliggende periode van 26 weken). In deze fase kan men (mits met uitzendbeding) flexibel worden ingezet en zal er geen opzegtermijn zijn.
Fase B: Dit is de fase waarin de uitzendkracht op contract wordt genomen bij het uitzendbureau. Dit betekent dat de uitzendkracht dus gedetacheerd zal worden. Op deze manier is de uitzendkracht dus verzekerd van inkomsten. Het contract is altijd voor bepaalde tijd. Er is geen minimale contractsduur. De maximale duur is 2 jaar of 8 contracten. (per 1 januari 2015: maximaal 4 jaar en/of 6 contracten)
Fase C: In deze fase krijgt de uitzendkracht een contract voor onbepaalde tijd bij het uitzendbureau.

#### NBBU CAO
Fasen 1 en 2: Deze fasen zijn altijd met uitzendbeding wat wil zeggen dat de uitzendovereenkomst direct en van rechtswege kan eindigen als de uitzendkracht, het uitzendbureau of de inlener daarom vraagt. Gedurende de eerste periode van gewerkte weken, week 1 tot en met 26 (26 weken), werkt men in fase 1. De tweede periode van week 27 t/m week 78 (52 weken) in fase 2. Alleen daadwerkelijk gewerkte weken tellen mee. Is er een onderbreking van 26 weken of langer tussen de twee fases dan begint men opnieuw in fase 1.
Fase 3: Gaat in als er een nieuwe uitzendovereenkomst wordt aangegaan binnen 26 weken na einde Fase 2. Fase 3 duurt maximaal 4 jaar. Er kunnen dan maximaal 6 bepaalde tijd contracten worden aangegaan. Bij een onderbreken van 26 weken of langer begint men weer in fase 1. Is de onderbreking korter dan 26 weken dan blijft men in fase 3 en gaat er een nieuw contract in.
Fase 4: Als er binnen 26 weken een nieuwe uitzendovereenkomst wordt aangegaan dan is men werkzaam in fase 4. Men krijgt dan een contract voor onbepaalde tijd bij het uitzendbureau. Is de onderbreking langer dan 26 weken dan start men weer in fase 1.

#### Pensioen
Uitzendkrachten betalen AOW-premie. Daarnaast zijn alle uitzendbureaus verplicht aangesloten bij Stichting Pensioenfonds voor Personeelsdiensten (StiPP), tenzij ze een eigen pensioenregeling hebben die minstens even gunstig voor de werknemers is als het StiPP. De meeste uitzendkrachten bouwen derhalve rechten op in het StiPP-pensioenfonds; de pensioenpremie wordt afhankelijk van de tijd die de uitzendkracht aan het werk is door het uitzendbureau of door het uitzendbureau en de werknemer samen betaald.

## Uitzendkracht in België
In België zijn gemiddeld elke dag zo'n 100.000 werknemers als uitzendkracht aan het werk in praktisch alle sectoren. Hoewel deze vorm van arbeid relatief goed gereglementeerd is, doen er zich significant veel mistoestanden voor op het terrein.
Zo resulteert het vaak in onderbetaling, slechte uren en onzekerheid. Het eventuele voordeel is het opbouwen van werkervaring en de vrijheid om het contract zelf te beëindigen op korte termijn (bijvoorbeeld om lang te reizen).
Midden 2018 zette het Vlaams Parlement het licht op groen voor uitzendarbeid bij de Vlaamse overheidsdiensten en lokale besturen. Echter is het wel onderhevig aan een aantal voorwaarden en is er sprake van een jaarlijkse informatieoverdracht ten aanzien van het Hoog Overlegcomité Vlaamse Gemeenschappen en Vlaams Gewest.